# VALKYRIE 06
VALKYRIE 06（ヴァルキリー・シックス）は、日本の女子総合格闘技イベント「VALKYRIE」の大会の一つ。2010年6月19日、東京都江東区有明のディファ有明で開催された。

## 大会概要
メインイベントではVALKYRIE 05からスライドされた女子フライ級初代チャンピオン決定トーナメント決勝戦が行なわれ、玉田育子が大室奈緒子に3-0の判定勝ちを収め、王座を獲得した。
セミファイナルでは中井りんが藪下めぐみに3-0の判定勝ちを収め、プロデビュー以来7連勝となった。
第3試合終了後には、プロデューサー茂木康子、V一、WINDY智美によるミニトークショーが行なわれた。

## 試合結果
第1試合 女子フェザー級 ノーヴィスルール 3分2R
○  バタフライナイフ ユカ vs.  sakura ×
2R終了 判定3-0
第2試合 女子バンタム級 ヴァルキリールール 3分3R
○  スギロック vs.  森岡恵 ×
2R 2:20 TKO（パウンド）
第3試合 女子ライト級 ヴァルキリールール 3分3R
○  あやめ vs.  葛西むつみ ×
3R終了 判定3-0
第4試合 セミファイナル 女子ウェルター級 ヴァルキリールール 3分3R
○  中井りん vs.  藪下めぐみ ×
3R終了 判定3-0
第5試合 メインイベント 女子フライ級初代チャンピオン決定トーナメント 決勝戦 ヴァルキリールール 5分3R
○  玉田育子 vs.  大室奈緒子 ×
3R終了 判定3-0